# 白薄孔菌
白薄孔菌（Antrodia albida）是一種薄孔菌屬的真菌，是一種植物致病源。

## 外部連結
- USDA ARS Fungal Database